# قلاتشوخه (سقز)
قرية قلاتشوخه (بالكردية: قەڵاچوخە) هي إحدى القرى التابعة لـتيله کو في ريف قسم زيويه من مقاطعة سقز، في محافظة كردستان الإيرانية.

## السكان
حسب إحصاءات سنة 2006، بلغ إجمالي السكان في قلاتشوخه 282 نسمة وعدد المساكن 58 مسكن. لغة سكان قلاتشوخه هي اللغة الكردية و هم من أهل السنة والجماعة والمذهب الشافعي.